# Tramwaje w St. Gallen
Tramwaje w St. Gallen −  zlikwidowany system komunikacji tramwajowej w szwajcarskim mieście St. Gallen, działający w latach 1897−1957.

## Historia
8 listopada 1895 koncesję na budowę i eksploatację tramwajów otrzymał Herrn Billviller. W planach była budowa 3 linii:
- Stahl-Rosenberg − Marktplatz − Theaterplatz − Thorstrasse − St. Jakobstrasse − Heiligkreuz
- Bahnhof − Poststrass − Oberer Graben − Theaterplatz − Rorschacherstrasse − St. Finden - Krontal
- Bahnhof − Kornhausstrasse − St. Leonhardstrasse − Maltergasse − Speisergasse − Linsenbühl

Uruchomienie dwóch pierwszych linii tramwajowych zaplanowano na wiosnę, dlatego w 1896 rozpoczęto prace budowlane. Odbiory przeprowadzono 22 kwietnia 1897. Oficjalna inauguracja ruchu tramwajowego nastąpiła 20 maja. Uruchomiono wówczas dwie linie:
- Bahnhof - Krontal
- Bahnhof - St. Leonhardstrasse - Reitbahn

Obie linie ze względu na wąskie ulice były jednotorowe, jedynie na wspólnym odcinku obu linii przez rynek zbudowano trasę dwutorową. Rozstaw szyn wynosił 1000 mm, a napięcie w sieci wynosiło 550 V. W 1899 na końcówce Bruggen zbudowano pętlę. 1 grudnia 1910 otwarto nową linię tramwajową na trasie: Krontal − Neudorf. Kolejną nową linię otwarto 30 października 1911 na trasie: Union − Reitbahn. 20 kwietnia 1913 otwarto linię: Hochwacht − Nest. Od 1914 linia Bahnhof − St. Leonhard − Reitbahn była dwutorowa. Linię Bruggen − Heiligkreuz otwarto 7 stycznia 1916. W 1950 zastąpiono dwie linie tramwajowe liniami trolejbusowymi:
- 3: Bahnhof − Heiligkreuz
- 5: Bahnhof − Nest (17 lipca)

Ostatnie tramwaje zlikwidowano 30 września 1957 i zastąpiono trolejbusami.

## Tabor
Do obsługi sieci zakupiono 22 tramwaje o długości 7,5 m i masie 5 t. Wyposażenie elektryczne do wagonów dostarczyły firmy SIG Neuhausen/MFO. W związku z niewystarczającą mocą silników zwłaszcza zimą zdecydowano przebudować posiadane wagony na dwusilnikowe. W tym czasie dokupiono także 6 dodatkowych tramwajów silnikowych. W 1901 w Sankt Gallen pojawiły się pierwsze zamknięte tramwaje o nr 29 i 30. W latach 1903−1904 wprowadzono do eksploatacji wagony o nr 31−38. W 1922 wprowadzono do eksploatacji 4 tramwaje Ce 2/2 o nr 1−4, a w 1925 o nr 5−8. W 1931 zakupiono kolejne tramwaje Ce 2/2, którym nadano nr 9−14.